# Szentlélek-templom (Hrasztovica)
A hrasztovicai Szentlélek-templom egy templomrom Horvátországban, a  Sziszek-Monoszló megyében a Petrinyához tartozó Hrasztovica településen.

## Fekvése
A romok a mai Hrasztovicától nyugatra, a Cepeliš-hegy északi lejtőjén, az egykori vár maradványainak közvetlen közelében találhatók.

## Története
Hrasztovica a középkorban jelentős város volt, mely a 12. és 13. században a Babonićok tulajdonát képezte, a 13. és 14. században pedig a zágrábi püspökök kezében volt.  Vára a 13. században épült, 1326-ban „castrum Hrasztovicza” néven említik először. A püspökök egészen a 16. század közepéig birtokták Hrasztovicát, amikor a török fenyegetés hatására már nem volt erejük fenntartani a vár szükséges katonai létszámát, így a várat a határőrök védelmére bízták. A horvát parlament előtt sokszor szóba került Hrasztovica megerősítése.
Ez idő alatt egy polgárjogokkal rendelkező mezőváros élte életét a vár alatt. Markolinović hrasztovicai bíró csak 1572-ben vitte el a Szentlélek plébániatemplom értékeit a zágrábi székesegyház kincstárába megőrzésre. Soha egyetlen hrastovicai bíró sem tért vissza ezekért a kelyhekért. Miután Szlavónia megszabadult a törököktől, Hrasztovicát új plébániáknak rendelték alá.
A középkori Hrasztovica nagy területet foglalt el Cepeliš északi lejtőjén, egykori falainak nyomai ma is láthatók. Két várból, az alattuk fekvő, falakkal és tornyokkal körülvett településből, a keleti külvárosból és a településtől nyugatra található ferences kolostorból állt. Meg kell még említeni a Taborištében álló Szent Péter kápolnát, valamint a Hrasztovicától keletre, a mai Hrastovicától keletre, a Jabukovac felé vezető út felett fekvő Varošt.
Hrasztovica és környéke a késő középkori városi élet területe volt hatalmas hűbéruraival, a Babonićokkal, a zágrábi püspökökkel és alattvalóikkal. A 15. században azonban az itteni életet egyre inkább a török portyák elleni védekezés határozta meg. A hrasztovicai erődítményeket a 16. század folyamán bővítették és megerősítették. Erről a horvát szábor irataiban átfogó dokumentáció található. Ennek ellenére a hrasztovicai erődítmények már nem tudtak ellenállni az egyre növekvő török támadásoknak és a hadviselés új módjainak. Hrasztovicát lebontották és elhagyták, helyette pedig Károlyárost, Petrinyát és Sziszeket erősítették meg.

## A templom leírása
Szentlélek templom egy régebbi templom alapjaira épült, falaiban ma is sok késő gótikus töredék található. A szentségtartó fülke reneszánsz csakúgy, mint a diadalív és a nyugati homlokzat új támpillérei. A régészeket különösen foglalkoztatja az a tény, hogy szentély és a templomhajó közötti diadalív római téglákból van megépítve és az is tudott, hogy a templom padozata is római téglákból volt kikövezve. Mindezek a részletek nagyon jó minőségű
kőművesmunkák voltak. Mindezek alapján a szakemberek szerint a késő gótikus templom valószínűleg a 16. század első és második évtizede között keletkezett. Ezt támasztja alá az is, hogy a templom fennmaradt kelyhébe a „MARTINVS PLEBAN 1526” és az „ECCLESIAE HRASTOVICEN” felirat van bevésve.
A lerombolt Szentlélek templomot 1735-ben Juraj Branjug zágrábi püspök építtette újjá. Az újjáépítést egyszerűen oldották meg. A falakat a szükséges magasságra emelték, amihez felhasználták a régi templom különböző emeleteit, a boltozati bordákat, az ablakok és párkányok részeit, a régebbi profilokat, stb. A keskeny középkori ablakokat szélesebb, téglalap alakú, barokk ablakokra cserélték. A hajó és a szentély felett síkmennyezetet építettek, melyet a régi fényképek tanúsága szerint kifestettek. A nyugati homlokzat előtt előcsarnok állt, felette pedig fából ácsolt harangtorony magasodott. A templomot fazsindely borította, ami sorsdöntő volt a templom sorsának szempontjából 1917-ben, amikor egy Bunjan nevű hrasztovicai lakos felgyújtotta a közeli gyepet, szikra támadt, mely ráesett a fatetőre és meggyújtotta azt. A száraz fazsindely abban a pillanatban lángra kapott, a templom pedig teljes leégett. Ezután többé már nem építették újjá.